# تشييد مركز روكفلر

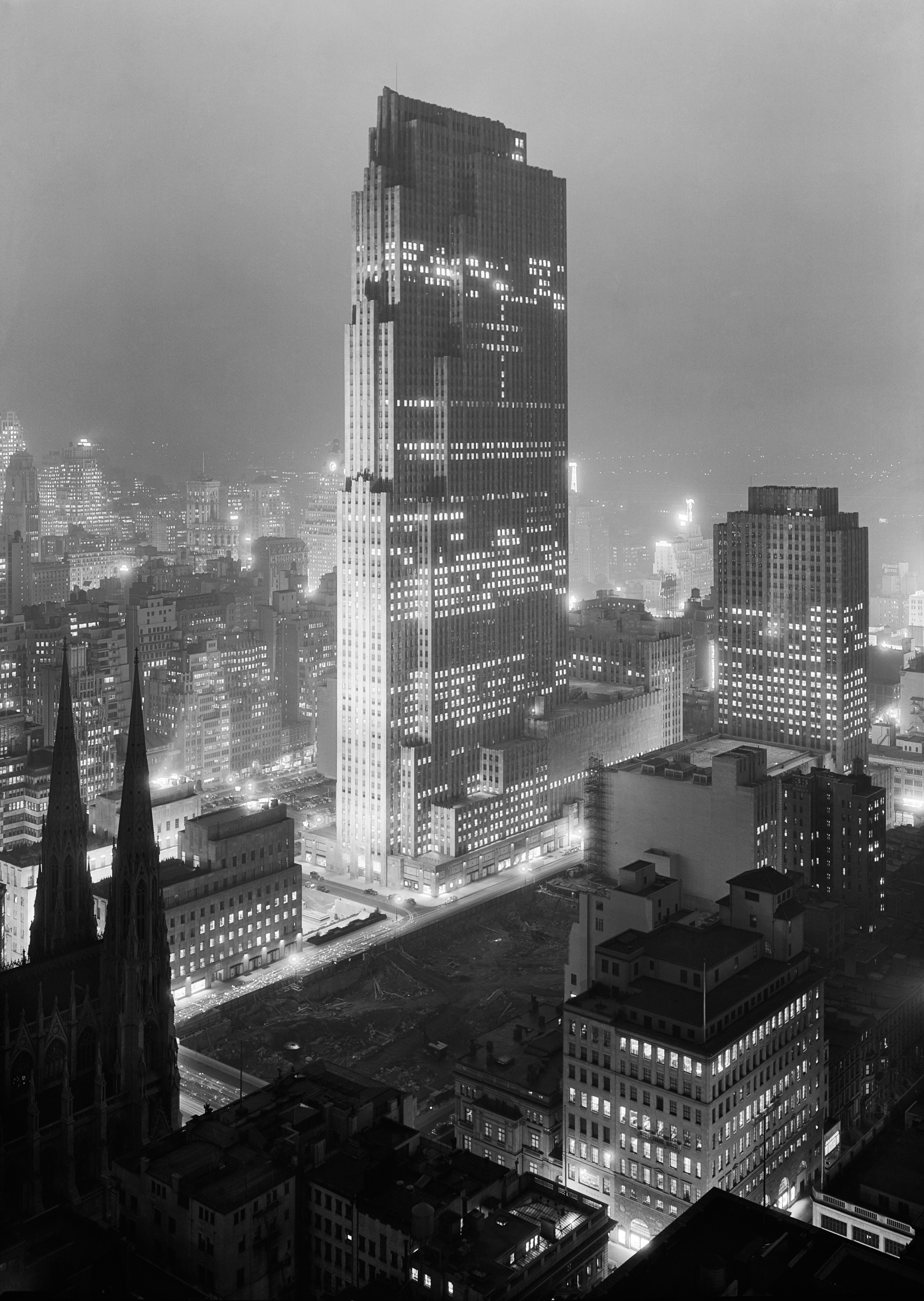
تطور تشييد المركز في شهر ديسمبر عام 1933

شُيد بناء مجمع مركز روكفلر في مدينة نيويورك باعتباره مشروع تجديد حضري في أواخر عشرينيات القرن العشرين، تحت قيادة جون دافيسون روكفلر الابن للمساعدة في إعادة تنشيط وسط مانهاتن. يقع مركز روكفلر في حرم جامعة كولومبيا السابقة ويحده من الشرق الجادة الخامسة ومن الغرب الجادة السادسة (شارع الأمريكيتين) والشارع 48 من الجنوب والشارع 51 من الشمال. يشغل المركز 22 فدانًا (8.9 هكتار) في المجموع، مع نحو 17 مليون قدم مربع (1.6 مليون متر مربع) من المساحات المكتبية.
تًملكت جامعة كولومبيا الموقع في أوائل القرن التاسع عشر ولكنها انتقلت إلى مرتفعات مورنينغسايد في مانهاتن العليا في أوائل القرن العشرين. بحلول العشرينيات من القرن الماضي، كانت الجادة الخامسة في وسط مانهاتن موقعًا رئيسيًا للإعمار. بحثت دار أوبرا ميتروبوليتان عن موقع جديد لها في ذلك الوقت تقريبًا، واقترح المهندس المعماري بنجامين ويستار موريس موقع جامعة كولومبيا سابقًا.
شارك روكفلر في النهاية في المشروع واستأجر موقع كولومبيا في عام 1928 لمدة 87 عامًا. استبعد عقد الإيجار الأرض على طول الجانب الشرقي من الجادة السادسة إلى الغرب من ملكية روكفلر، وكذلك عند الزاوية الجنوبية الشرقية للموقع. عين تود، وروبرتسون، وتود كمستشارين للتصميم واختار شركات الهندسة المعمارية في كوربيت، وهاريسون وماكموراي، وهود وغودلي وفيلو، ورينهارد وهوفميستر من أجل مجمع الأوبرا. ومع ذلك لم يكن نقل دار الأوبرا متروبوليتان مؤكدًا، ووضع انهيار بورصة وول ستريت لعام 1929 حدًا لهذه الخطط. وبدلاً من ذلك دخل روكفلر في مفاوضات مع شركة راديو أمريكا لإنشاء مجمع لوسائل الإعلام في الموقع. أصدِرت خطة جديدة في يناير 1930، وعُرض تحديث للخطة بعد أن ظَفر روكفلر بعقد إيجار للأرض على طول الجادة السادسة. استمرت المراجعات حتى مارس عام 1931، عندما كشف عن تصميم الموقع الحالي. تضمن التغيير المتأخر للاقتراح مجمعًا من الهياكل ذات الطابع الدولي على طول الجادة الخامسة.
صُممت جميع الهياكل في المجمع الأصلي على طراز الفن الزخرفي المعماري. بدأ حفر الموقع في أبريل 1931، وبدأ تشييد المباني الأولى في سبتمبر. افتتِح الصرح الأول في سبتمبر 1932، وأكمِل معظم المجمع بحلول عام 1935. بُنيت المباني الثلاثة الأخيرة بين عامي 1936 و1940، على الرغم من أن مركز روكفلر اكتمل رسميًا بحلول 2 نوفمبر 1939. وظف مشروع التشييد أكثر من 40,000 شخصًا واعتُبر أكبر مشروع بناء خاص في ذلك الوقت. كلفت عملية البناء ما يعادل 1.5 مليار دولار أمريكي في عام 2018. ومنذ ذلك الحين، أدخلت عدة تعديلات على المجمع. شُيد مبنى إضافي وهو روكفلر بلازا 75 في عام 1947، في حين شُيد مبنى آخر في الجادة الخامسة 600 في عام 1952. بٌنيت أربعة أبراج على طول الجانب الغربي من الجادة السادسة في الستينيات والسبعينيات من القرن الماضي، والذي كان أحدث توسع في مركز روكفلر. هُدِم مسرح المركزي في المجمع الأصلي عام 1954.

## الموقع
تأسس جزء كبير من مانهاتن عام 1868، بما في ذلك موقع مركز روكفلر المستقبلي، باعتباره «أرضًا مشتركة» لمدينة نيويورك. بقيت الأرض ضمن ملكية المدينة حتى عام 1801، عندما اشترى الطبيب ديفيد هوسك، وهو أحد أعضاء نخبة نيويورك، قطعة أرض في ما يعرف الآن بوسط المدينة مقابل 5,000 دولار، أي ما يعادل 75,000 دولار عام 2018. وبحسب شبكة الشوارع الحالية، حدّ أرض هوسك من الجنوب الجادة 47، والشارع 51 من الشمال، والشارع الخامس من الشرق، بينما كانت الحدود الغربية إلى الشرق قليلًا من الجادة السادسة (المعروفة أيضًا باسم شارع الأمريكيتين). في ذلك الوقت استغلت الأرض على نحو خفيفٍ وتكونت في معظمها من الغابات. افتتح هوسك حديقة الجين النباتية في الموقع عام 1804، وهي أول حديقة نباتية عامة في البلاد. استثمرت الأرض كحديقة حتى عام 1811، عندما عرضها هوسك للبيع بمبلغ 100,000 دولار (ما يعادل 1,506,000 دولار في عام 2018). اشترت الهيئة التشريعية لولاية نيويورك في نهاية المطاف الأرض مقابل 75,000 دولار (أي ما يعادل 1,129,000 دولار في عام 2018)، نظرًا لعدم رغبة أي شخص في شراء الأرض.
في عام 1814، تطلع أمناء جامعة كولومبيا (ثم كلية كولومبيا) للحصول على أموال من الهيئة التشريعية للولاية لكنها منحتهم عوضًا عن ذلك أرض هوسك بغتةً من أجل الكلية. أصبحت الحدائق جزءًا من أبنية كولومبيا العليا (على عكس أبنية مانهاتن السفلى الأقل ارتفاعًا)، بشرط أن تنقل الكلية حرمها بالكامل إلى الأبنية العالية بحلول عام 1827. على الرغم من إلغاء شرط النقل في عام 1819، فإن أمناء كولومبيا لم يروا الأرض «هدية جذابة أو مفيدة»، لذلك أهملت الكلية الحدائق. لم تتطور المنطقة حتى ثلاثينيات القرن التاسع عشر، ولم ترتفع قيمة الأرض إلى أي مبلغ معقول حتى أواخر خمسينيات القرن التاسع عشر، عندما بُنيت كاتدرائية القديس باتريك في الجوار، مما حفز موجة من الإعمار في المنطقة. ومن عجيب المفارقات أن الكاتدرائية بُنيت في هذا الموقع لأنها واجهت أبنية عالية. اشتملت الأبنية العالية بحلول عام 1860 على أربعة منازل ذات جدران جانبية مشتركة أسفل شارع 49 بالإضافة إلى مبنى خشبي على الجانب الآخر من الكاتدرائية. كانت المنطقة المحيطة متخلفة، حيث يوجد حقل بوتر وخطوط السكك الحديدية من محطة غراند سنترال إلى الشرق. بَنت كولومبيا حرمًا جامعيًا جديدًا بالقرب من الأبنية العالية في عام 1856، إذ بيعت قطعة أرض في الجادة الخامسة وشارع 48 إلى كنيسة القديس نيكولاس لدفع تكاليف التشييد.
وبعد ذلك بفترة قصيرة فرضت كولومبيا قيودًا على الارتفاع أي أنها منعت بناء أي مبانٍ أطول، مثل المباني السكنية أو المباني التجارية والصناعية على ممتلكاتها. بنيت المنازل الضيقة المصنوعة من البراونستون وقصور «مستعمرة فاندربيلت» باهظة الثمن في الشوارع القريبة، وأصبحت المنطقة ترمز للغنى. وُجد البراونستون على كل قطعة من 203 قطعة أرض في منطقة الأبنية العالية بحلول عام 1879، وجميعها مملوكة لجامعة كولومبيا.
سهّل بناء الخط المرتفع في الجادة السادسة في السبعينيات من القرن التاسع عشر الوصول إلى المناطق التجارية والصناعية في أماكن أخرى من مانهاتن. ومع ذلك خفض الخط أيضًا قيم الملكية بشكل كبير لأن الهيكل المرتفع أعاق الرؤية من الممتلكات المجاورة، ولأن القطارات على الهيكل تسببت في تلوث ضوضائي. باعت كولومبيا مبنى في الجنوب الأقصى من أملاكها في وسط المدينة في عام 1904، ودفعت 3 ملايين دولار أمريكي من المبيعات (ما يعادل 67.3 مليون دولار أمريكي في عام 2018) ثمن الأراضي التي اشترتها حديثًا في مرتفعات مورنينغسايد في أعلى المدينة، لتحل محل عقاراتها الدنيا. في الوقت نفسه، استبدِلت المنازل المنخفضة على طول الجادة الخامسة بأبنية تجارية أعلى، وساهم توسيع الطريق بين عامي 1909 و1914 في هذا التحول. توقفت كولومبيا أيضًا عن فرض قيود الارتفاع التي وصفها أوكرينت بأنها خطأ تكتيكي للكلية لأن موجة الإعمار على طول الجادة الخامسة تسببت في جعل الأبنية العالية متاحةً لإعادة الإعمار هذه. نظرًا لأن عقود الإيجار في المساكن المشتركة للأبنية العالية انتهت دون تجديد، كُلِف مستشار العقارات في الجامعة جون تونيلي بالعثور على نزلاء مناسبين، يمكنهم الحصول على أرباح أكبر من الجامعة مقارنةً بما يدفعه نزلاء المساكن المشتركة الحاليون.